# 埼玉県道236号新倉蕨線

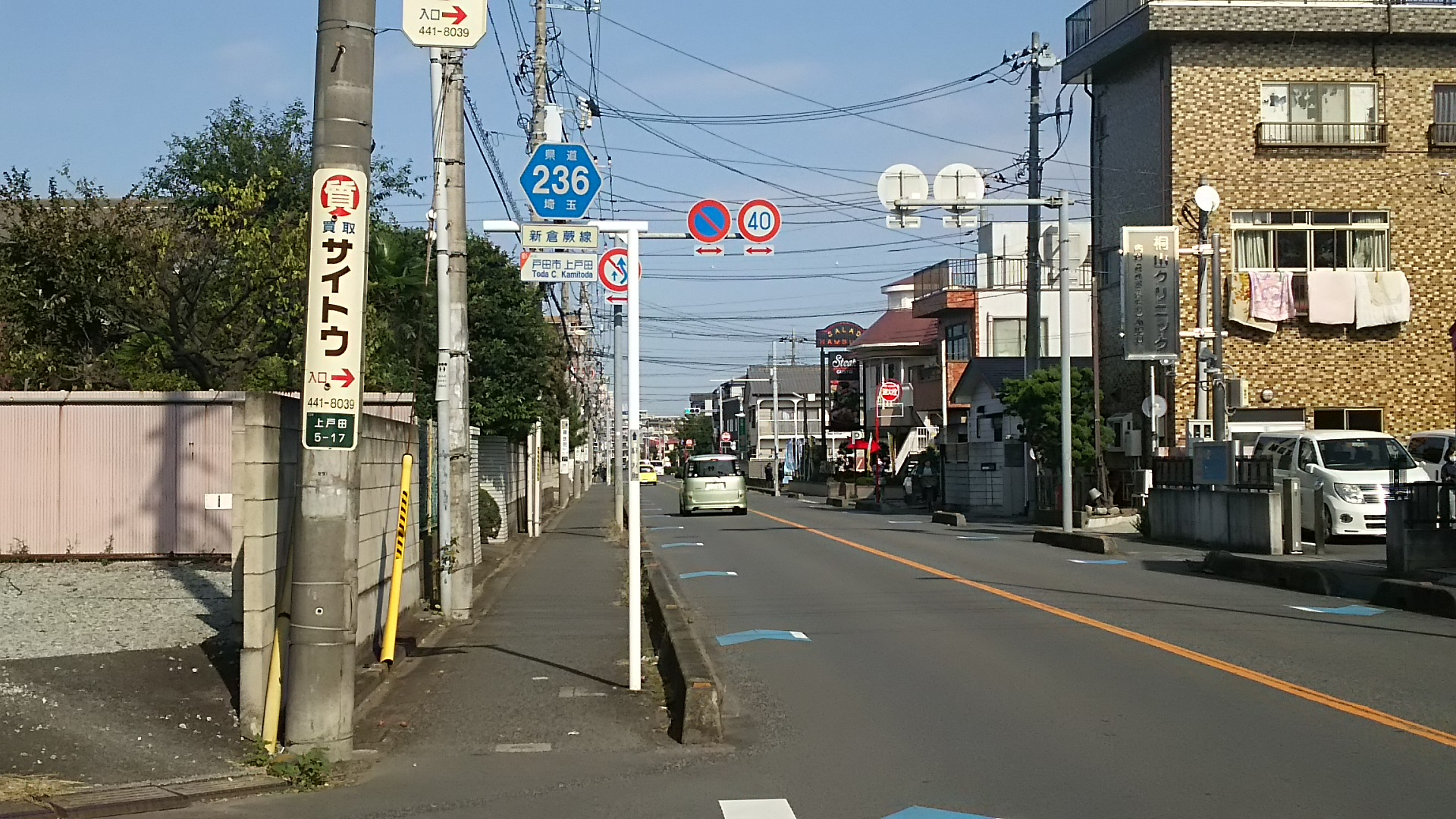
戸田市内

埼玉県道236号新倉蕨線（さいたまけんどう236ごう にいくらわらびせん）は、埼玉県和光市から同県戸田市を経由し、同県蕨市に至る都道府県道である。

## 概要
起点は和光市である。五差路交差点を通過し、蕨市に入る。そして、国道17号で終点。戸田市内での呼び名は「五差路通り」である。五差路交差点を通過することから呼び名がついた。

## 路線データ
- 起点：和光市大字新倉（埼玉県道112号和光志木線交点）
- 終点：蕨市（国道17号交点）
- 総距離：2,739m

## 通過する自治体
- 埼玉県
  - 和光市 - 戸田市 - 蕨市

## 接続・交差する主な道路
- 埼玉県道112号和光志木線 - 和光市新倉1丁目（名称無し交差点（県道112号交点））
- 埼玉県道88号和光インター線 - 和光市新倉1丁目（名称無し交差点（県道88号交点））
- 東京外環自動車道　※接続無し

この間未調査
- 東京都道・埼玉県道68号練馬川口線 - 戸田市本町2丁目（大前交差点）
- 国道17号 - 蕨市錦町1丁目（蕨駅入口交差点）

## 沿線
- 和光市駅（東武東上線・東京メトロ有楽町線・副都心線）
- 多福院
- 鍛冶谷町公園
- 戸田駅（埼京線）
- 戸田公園駅（埼京線）
- 後谷公園
- 戸田市文化会館
- 戸田市役所
- イトーヨーカドー錦町店